# Боджи
„Боджи“ (на английски: Bodgie) е австралийски телевизионен филм от 1959 година, заснет от телевизия Ей Би Си.

## Сюжет
Боджи е несигурен млад мъж, наивно въвлякъл се в престъпление...